# Adelaide United Football Club 2012-2013
Questa voce raccoglie le informazioni riguardanti l'Adelaide United Football Club nelle competizioni ufficiali della stagione 2012-2013.

## Organico

### Rosa
Rosa e numerazione aggiornate al 20 ottobre 2012.
| N. |                        | Ruolo | Calciatore       |
| -- | ---------------------- | ----- | ---------------- |
| 1  | Australia (bandiera)   | P     | Eugene Galeković |
| 2  | Australia (bandiera)   | C     | Osama Malik      |
| 3  | Australia (bandiera)   | D     | Nigel Boogard    |
| 4  | Australia (bandiera)   | D     | John McKain      |
| 5  | Australia (bandiera)   | D     | Ian Fyfe         |
| 6  | Brasile (bandiera)     | D     | Cássio           |
| 7  | Australia (bandiera)   | C     | Zenon Caravella  |
| 8  | Argentina (bandiera)   | C     | Marcelo Carrusca |
| 9  | Paesi Bassi (bandiera) | A     | Sergio van Dijk  |
| 10 | Australia (bandiera)   | C     | Dario Vidošić    |
| 11 | Australia (bandiera)   | A     | Bruce Djite      |
| 12 | Australia (bandiera)   | D     | Antony Golec     |

| N. |                       | Ruolo | Calciatore        |
| -- | --------------------- | ----- | ----------------- |
| 13 | Australia (bandiera)  | C     | Teeboy Kamara     |
| 14 | Australia (bandiera)  | C     | Cameron Watson    |
| 15 | Australia (bandiera)  | C     | Jacob Melling     |
| 16 | Australia (bandiera)  | C     | Daniel Bowles     |
| 17 | Australia (bandiera)  | C     | Iain Ramsay       |
| 18 | Australia (bandiera)  | C     | Fabian Barbiero   |
| 19 | Australia (bandiera)  | C     | Jake Barker-Daish |
| 20 | Australia (bandiera)  | P     | Paul Izzo         |
| 21 | Australia (bandiera)  | C     | Jeronimo Neumann  |
| 22 | Portogallo (bandiera) | C     | Fábio Ferreira    |
| 23 | Australia (bandiera)  | A     | Evan Kostopoulos  |